# Dihtearka, Nedrîhailiv
Dihtearka (în ucraineană Дігтярка) este un sat în comuna Zasullea din raionul Nedrîhailiv, regiunea Sumî, Ucraina.

## Demografie
Componența lingvistică a localității Dihtearka
     Ucraineană (93,33%)
     Rusă (6,67%)
Conform recensământului din 2001, majoritatea populației localității Dihtearka era vorbitoare de ucraineană (93,33%), existând în minoritate și vorbitori de rusă (6,67%).